# E.T.の住む星
『E.T.の住む星』（E.T.のすむほし、イギリス版タイトル"Alien Worlds"、アメリカ版タイトル"Extraterrestrial"）は、イギリスとアメリカ合衆国のドキュメンタリーミニシリーズ番組。全2話。太陽系外惑星と太陽系外衛星での生命体の仮説的・科学的にもっともらしい進化に焦点を当てており、各エピソードで異なる架空天体の生態系の例を提示する。
ビッグ・ウェーブ・プロダクションが制作し、イギリスでは2005年にチャンネル4で、アメリカでは2005年5月30日にナショナルジオグラフィックで放送された。日本ではNHK教育『地球ドラマチック』内で2005年に二週に分けてそれぞれ放送された。
本作はナショナルジオグラフィック協会に纏めて委託を受けたイギリスとアメリカの科学者の協力による思弁的コラボレーションに基づいている。科学者チームは地球外生命体が進化できる現実的な世界の仮説的な例を2つに分けており、第1回では強く潮汐固定されたまま赤色矮星を公転する惑星オーレリア、そして連星系の巨大ガス惑星を公転する巨大な衛星ブルームーンが登場する。本シリーズの科学者チームは降着仮説・気候学・宇宙生物学を駆使し、地球外生命体が生息する最も可能性の高い場所と、彼らが最も辿りうる進化の道筋を空想する。

## 舞台
地球外知的生命体探査プロジェクト研究員とNASAによるコンピューターモデルに基づく。
惑星オーレリア
科学者は太陽のような恒星の8倍多く宇宙に分布すると考えられる赤色矮星に着目し、赤色矮星を中心とする原始惑星系円盤からその最終的な死までのモデルを開始した。潮汐固定を受けたオーレリアには季節や昼夜のサイクルは存在せず、恒星の側は光を受け続けて生命の生存に適さない高温で、もう一方は暗く氷に覆われた低温環境となっている。両環境の間は川や氾濫原といった液体の水に富み、生命が居住している。
衛星ブルームーン
巨大ガス惑星を公転する衛星。重力は地球よりも小さい一方、大気密度は地球の3倍と高い。二酸化炭素濃度は地球の30倍に及ぶ。雷雨が多く、山火事が多発する。

## 生物
本作の生物群はいずれも炭素生物である。ケンブリッジ大学のサイモン・コンウェイ・モリスらが自然選択と適応の法則を応用し、生物の形態などを決定した。

### 第1回 惑星オーレリア
スティンガーファン
地球でいう動物と植物の特徴を兼ね備えた独立栄養生物。扇風機状の葉を広げて恒星の光エネルギーを取り入れて糖の合成（光合成）を行う。光の当たる場所を求めてある程度移動することができ、5つの心臓を持つ。
マッドポッド
6本の脚を有する水陸両生の生物。外見は両生類に似ており、性質は大人しい。永続的に伸びる指の爪を使ってスティンガーファンを切り倒し、地球のビーバーのようにダムを形成して河川を堰き止め、捕食者から身を守るという生態を持つ。オーレリアにおけるキーストーン種。
ガルプホッグ
捕食動物。重厚な体格でキリンのように長い頸部を持ち、頭部は歯が前方へ突出している。この歯は地面に刺してマッドポッドなど地中に潜む獲物の振動を感知するために用いられる。紫外線を認識する感覚能力があり、赤色矮星から頻繁に放たれる太陽フレアからの退避に役立っている。
ヒステリア
ミジンコのように小さな捕食動物。普段は自分より小さなプランクトンを捕食しているが、餌が少なくなると群れを形成して上陸し、ガルプホッグのような自分より大きな生き物を捕食するようになる。獲物を食べつくすとキノコのような卵のうを構成する。
この他に名称は不明ながらキノコに酷似した生物や、丸い輪郭に細い筋を張り巡らせた外見を持つナメクジのような小動物が登場する。

### 第2回 衛星ブルームーン
ストーカー
飛翔性の捕食動物。3つの目を有し、視界は360°に及ぶ。社会性昆虫のように厳格に身分が区分されており、スカウトは狙いを定めた獲物にフェロモンを吹き付け、ワーカーはフェロモンを追って獲物に辿り着き狩りを行う。スカウトは箸のように細長い口吻を持つ一方、ワーカーは三叉に別れた吻詰まりの鋭い顎を備えている。作中では油断したスカイホエールを集団で襲って餌食にしていた。
パコダ
植物状の生物。高さは800メートルほどで、地上から水分を吸い上げるのではなく最上部に水分を貯蔵して利用しており、陸上生物の水源としても利用されている。枝に相当する部位を互いに絡ませ、地球の植物を超える巨体を維持している。
デストラップ
植物状の生物。直径2メートルほどの本体と数本の腕、本体の中央に開いた大きな口が確認できる。大抵はパゴダの樹の枝に潜み、通り掛かったストーカーなどを粘り気の強いベール(ヒカリキノコバエの罠に似ている)で捕らえる。捕らえられた獲物は腕によってデストラップの口まで運ばれ、そこで酸性の消化液の餌食となる。
ジャイアントカイト
翼幅5mに達する飛翔性の捕食動物。パコダから水を飲もうとする生物を狙い、触手を伸ばして狩りを行う。触手は体の前後に存在しており、前方に伸びた触手は体の固着に寄与し、そのまま風を受けることで凧の様に浮かんでいる。狩りの際には後方に位置するコイルの様にねじれた触手を用いる。本編ではパゴダの水盤に潜む水棲霊生物を釣り上げる様子が描かれていた。
バルーンプラント
大気中の水分を水素に分解して浮遊する、外膜で光合成を行う植物に相当する生物。大きさは小型の熱気球ほど。火災に遭うと中の水素が暴発するが、その際に種子を遠方にまでバラ撒く。
スカイホエール
全長10メートルを超える、ブルームーンで最大の飛翔性の動物。滞空する浮遊性の植物プランクトンを摂食する。大気の上層を飛んでいる限りは安全だが、餌を求めて低層にやって来ると天敵であるストーカーに狙われてしまう。
この他に空中を飛び回る虫のような小動物(名称不明)や、パゴダの水盤に棲むアミア類やライギョのような水棲生物(名称不明)、パゴダの森の奥に棲む発光生物(名称不明)が登場する。

## 出演者
いずれも本人役。
- ローレンス・ドイル（英語版） - 地球外知的生命体探査機関
- ナイジェル・R・フランクス（英語版） - ブリストル大学
- マーティン・ヘス（英語版） - 生態圏プロジェクト
- マノイ・ジョシー - イギリス気象庁
- クリストファー・マッケイ（英語版） - NASA
- マイケル・メイヤー - NASA
- サイモン・コンウェイ・モリス（英語版） - ケンブリッジ大学
- セス・ショースタック（英語版） - 地球外知的生命体探査機関
- ジム・ウシャーウッド - 王立獣医科大学（英語版）

## 展開
チャンネル4は2005年1月に全2話合計100分でDVDを発売した。日本語版DVDもアートポートから両エピソードとも発売されている。
本作とそれに関連するシミュレーションはロンドンのサイエンス・ミュージアムで2006年2月まで展示された。また、同年秋にはアメリカでのツアーも計画されていた。

## 評価
アメリカの雑誌 "TV Guide" では、本作は「ナショナルジオグラフィックからの力作」「視覚的に魅力的で、とてもクール」と評価された。ウェブサイト Space.com では「真剣な科学を取り入れた楽しい番組」「一言で言うとワイルドだ」と紹介され、「快適なリビングのソファから地球外惑星の世界を訪れるチャンスをお見逃しなく」とも宣伝された。キャロリン・ベハーはフランスのテレビチャンネルであるフランス5で「地球外プロジェクトで行われた驚くほどの仕事を祝福したかったです。プロジェクト全体の質と映像のスタンダードには本当に感銘を受けました。」と語った。